# Bemannter Marsflug

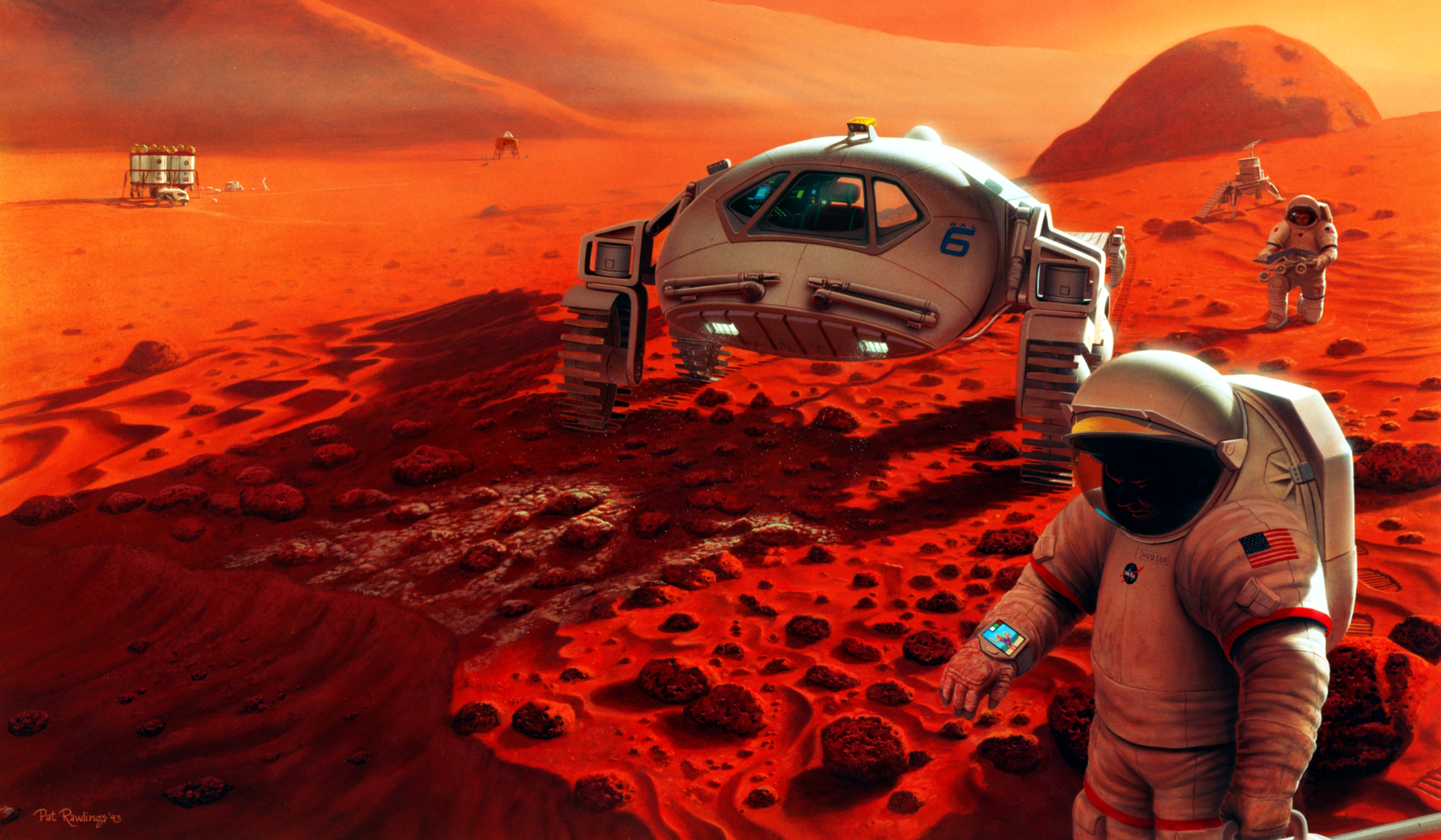
Grafik von Menschen auf dem Mars

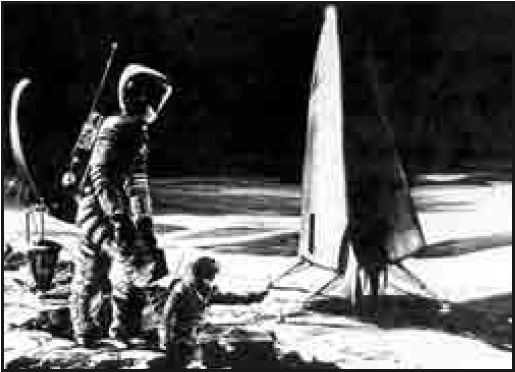
Konzept einer bemannten Marslandung aus dem Jahr 1963

Der bemannte Marsflug ist ein Projekt verschiedener Raumfahrtnationen für Flüge in eine Marsumlaufbahn oder Landungen auf der Oberfläche des Planeten. Die US-amerikanische Weltraumbehörde NASA (Raumschiff DST), die russische Raumfahrtagentur Roskosmos und die Volksrepublik China streben als erklärte Fernziele bemannte Marsexpeditionen an. Auch das kommerzielle Raumfahrtunternehmen SpaceX verfolgt entsprechende Pläne und treibt hierzu die Entwicklung des Raumschiffs Starship voran.

## Transfer

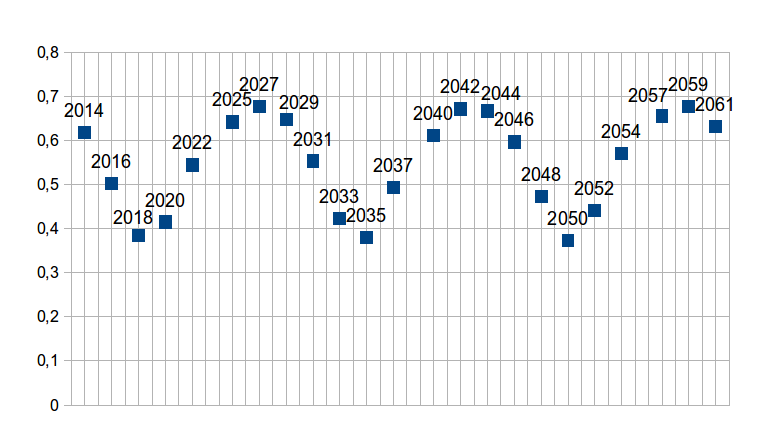
Mars-Oppositionen (größte Annäherungen an die Erde, in AE) zwischen 2013 und 2062

Die Flugbahn zum Mars orientiert sich meist am energetisch günstigsten Hohmann-Transfer zwischen Planeten. Für den Transfer zum Mars würde diese Reise etwa neun Monate dauern. Der Mars Reconnaissance Orbiter hat jedoch mit einer abweichenden Flugbahn und höherem Energieaufwand den Weg auch schon in sieben Monaten bewältigt. Die Verweildauer auf dem Mars bis zum nächsten Hohmann-Transfer zurück zur Erde betrüge etwa 500 Tage. Theoretisch errechnet wurde, dass mit entsprechendem Energieaufwand die kürzeste Dauer einer vollständigen Mission etwa 450 Tage betragen könnte.
Die Bahnbewegungen von Mars und Erde erlauben keine beliebigen Transfers. Die synodische Periode für Erde-Mars liegt bei 764 bis 811 Tagen, sodass etwa alle 2 Jahre und 2 Monate ein günstiges Zeitfenster für den Start liegt. Die Zahlen für den Transfer schwanken durch die Exzentrizität der Planetenbahnen, was auch den Energiebedarf beeinflusst. Etwa alle 15 Jahre strebt dieser einem Minimum zu, in dem der Energieverbrauch gegenüber dem Maximum halbiert ist. Die nächsten Minima liegen in den Jahren 2035 und 2050. Für die unbemannten Mars-Raumsonden hatte dieser Zusammenhang bisher wenig praktische Bedeutung, da seit den 1990er Jahren jedes Startfenster genutzt wurde.

## Planungen einzelner Nationen und Organisationen
Bereits im September 1951 hatte Wernher von Braun „dem 2. Astronautischen Kongreß in London den bis in alle Einzelheiten ausgearbeiteten Plan einer ersten Marsexpedition“ unterbreitet.
In der Vergangenheit haben immer wieder einzelne Nationen und Organisationen Absichtserklärungen zur Planung und Durchführung einer bemannten Marsmission abgegeben. Für die Vereinigten Staaten ist eine solche Mission erklärtes Fernziel.

Alle vorgestellten Planungen sind lediglich Konzeptstudien, genehmigte Programme und erst recht eine entsprechende Finanzierung gibt es nicht.

### USA

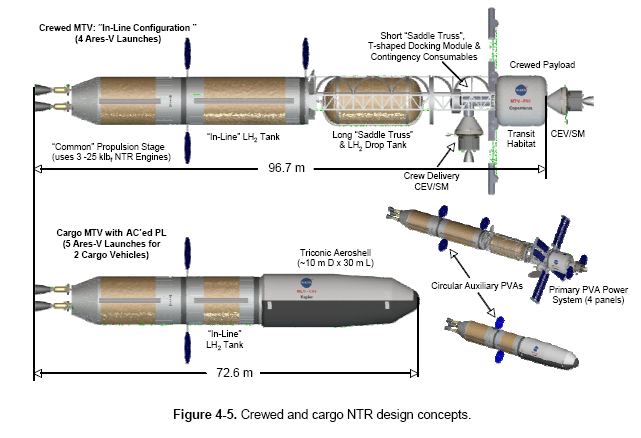
Crew and Cargo Mars Transfer Vehicles (NASA-Studie: Design Reference Mission Architecture 5.0)

Die ersten Planungen für einen bemannten Flug zum Mars entstanden im Vorfeld und im Verlauf des Apollo-Programms der USA. Boeing erstellte im Auftrag der NASA die IMIS-Studie für einen bemannten Marsflug. Nach der Mondlandung 1969 und dem Ende des Apollo-Programms wurde das Ziel aber nicht weiterverfolgt.
US-Präsident George H. W. Bush stellte 1992 neue Pläne zu einer bemannten Marsmission vor und beauftragte die NASA, den Kostenrahmen zu kalkulieren. Angesichts der projektierten Kosten von 400 Milliarden US-Dollar wurde der Ansatz aber wieder verworfen.
Sein Sohn, US-Präsident George W. Bush, stellte Anfang 2004 eine neue, langfristige Planung für die NASA vor, die den Schwerpunkt auf bemannte Missionen zum Mond und zum Mars setzte. Neu war hierbei ein Kostenplan, der die Finanzierung der Entwicklung mit Auslaufen der Shuttle- und der ISS-Programme über einen Zeitraum von 30 Jahren vorsah.
Zur Umsetzung der Ziele wurde von der NASA das Raumfahrtprogramm Constellation gestartet. Im Rahmen dieses Programms sollte im ersten Schritt bis 2010 mit dem Raumschiff Orion (früher Crew Exploration Vehicle genannt) ein neues bemanntes Raumfahrzeug gebaut werden, mit dem die Astronauten zunächst zum Mond und später auch zum Mars hätten fliegen können. Als Trägerrakete wird das Space Launch System entwickelt, das in der stärksten Version mehr Nutzlastkapazität haben soll als die Saturn V der Apollo-Missionen. Weiter sollte nach den Plänen der NASA ab 2024[veraltet] eine dauerhaft bemannte Mondstation heranwachsen, die ausdrücklich auch als Vorstufe für den Flug zum Mars gedacht war.
Am 2. Februar 2010 wurde bekannt, dass das Programm der USA für einen neuen bemannten Mondflug aufgrund von Einschnitten im Haushalt gestrichen wurde. Damit verzögert sich auch die Entwicklung der Raumfahrzeuge, die für den bemannten Flug zum Mars benötigt werden.

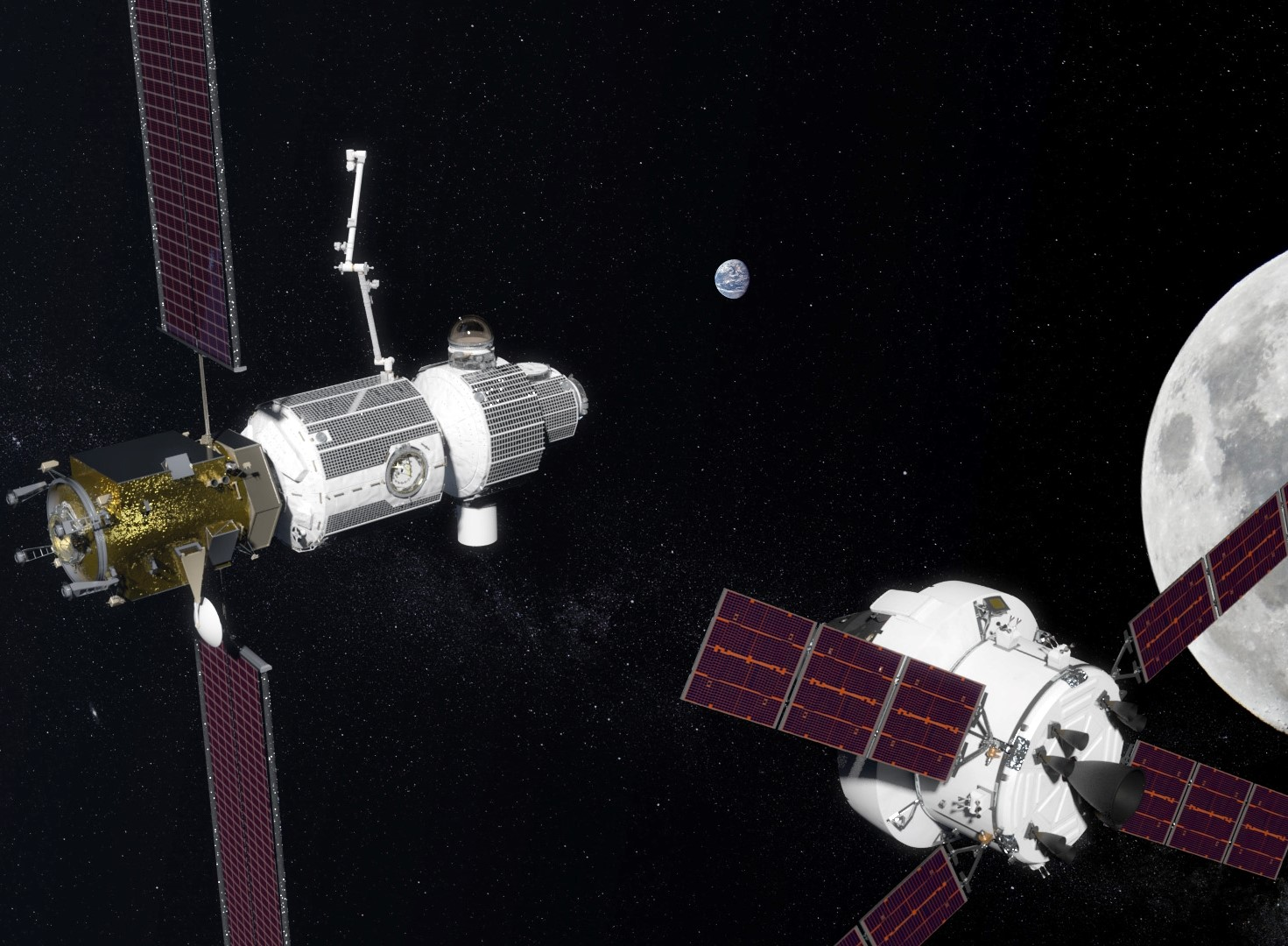
Deep Space Gateway im Mondorbit

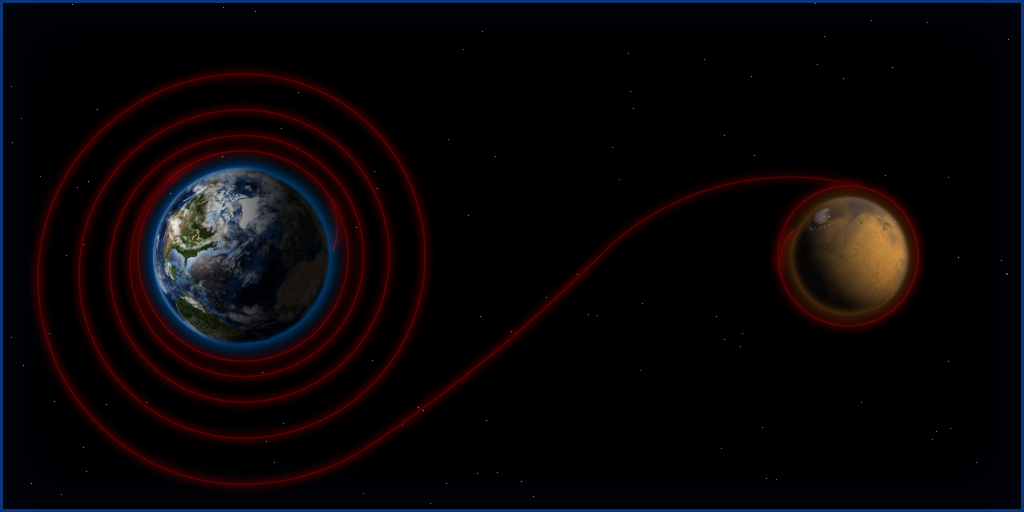
Flugbahn einer bemannten Marsmission

Zwei Monate später stellte US-Präsident Barack Obama in einer Rede am 16. April 2010 im Kennedy Space Center in Florida seine Pläne für die US-amerikanische Raumfahrt vor. Sie sahen folgendes vor:
- Orion sollte zu einer Rettungskapsel entwickelt werden, zudem plante man ein Nachfolgemodell.
- Bemannte Missionen sollten im Jahre 2025 Menschen hinter die Mondbahn führen und auf einem Asteroiden landen.
- Menschen gelangten Mitte der 2030er-Jahre in eine Umlaufbahn um den Mars und würden dann zur Erde zurückfliegen.
- Darauf würde die bemannte Landung auf dem Mars erfolgen.

Eine Studie der NASA kam 2015 zum Ergebnis, dass eine bemannte Marsumrundung bereits 2033 möglich wäre. 2039 könnte dann die erste Landung stattfinden. Vier Jahre später kam eine weitere Studie im Auftrag der NASA zu dem Ergebnis, dass ein bemannter Flug zum Mars (mit dem angedachten Deep-Space-Transport-System) frühestens Ende der 2030er Jahre machbar wäre.
Im April 2017 stellte die NASA einen Zeitplan für die Raumstation Lunar Orbital Platform-Gateway vor, die als Basis für einen bemannten Marsflug in den 2030ern dienen könnte. Eine Landung ist dabei noch nicht geplant.

### Russland
Die russische Raumfahrtagentur Roskosmos arbeitet an Konzepten für einen bemannten Marsflug in der ersten Hälfte des 21. Jahrhunderts. In Zusammenarbeit mit der Europäischen Weltraumorganisation ESA wurde die Testsimulation Mars-500 auf der Erde durchgeführt. Sechs Personen lebten vom 3. Juni 2010 bis zum 4. November 2011 für 520 Tage in hermetisch abgeschlossenen Modulen.
Der leitende Konstrukteur Witali Lopota von RKK Energija gab Anfang 2010 bekannt, dass in Russland mit der Entwicklung eines Megawatt-Kernreaktors für einen neuartigen Raumschiffantrieb begonnen worden sei. Bis 2012 sollten die Planungen sowie die Computermodellierung und -simulation abgeschlossen sein. Die Entwicklung der kerntechnischen Anlage sollte bis 2015, das dazugehörige Transportmodul bis 2018 fertiggestellt werden. Mit der Umsetzung des Kernreaktors wurde Rosatom beauftragt; die Triebwerke, Verdichterturbinen und Generatoren sollen von Roskosmos entwickelt werden. Die Gesamtkosten wurden auf mehr als 17 Milliarden Rubel veranschlagt. Ziel ist ein bis zu 20-mal höherer spezifischer Impuls als bei chemischen Raketentriebwerken; die Flugzeit zum Mars könne damit auf vier bis sechs Wochen verkürzt werden.

### Volksrepublik China
Da die Verantwortlichen in China erst mit Robotern eine Infrastruktur auf dem Mars aufbauen wollen, geht man dort von bemannten Missionen ab etwa 2120 aus.
Ein entsprechendes technisches Konzept wurde am 16. Juni 2021 von der Chinesischen Akademie für Trägerraketentechnologie auf der Global Space Exploration Conference in Sankt Petersburg vorgestellt.
Der Kern des Konzepts ist das Raumtransportsystem für bemannte Marserkundung, ein modulares Raumschiff, das in einer erdnahen Umlaufbahn zusammengebaut wird, nach demselben Prinzip wie die Chinesische Raumstation, wobei in diesem Fall die schwere Trägerrakete Langer Marsch 9 für den Transport der Komponenten ins All zum Einsatz kommen soll. Als Antrieb ist für den Übergang vom erdnahen Orbit in eine hochelliptische Umlaufbahn ein nuklear-elektrischer Antrieb vorgesehen. Dort steigen die Raumfahrer zu. Beim eigentlichen Flug zum Mars soll ein noch zu entwickelnder nuklear-thermischer Antrieb mit flüssigem Wasserstoff als Stützmasse zum Einsatz kommen.

### Indien
Indiens Präsident A. P. J. Abdul Kalam stieß am 26. Juni 2004 als Erster indische Marspläne an, indem er den USA vorschlug, ein US-amerikanisch-indisches Team bis zum Jahr 2050 auf den Mars zu schicken. Dieser Vorschlag für Indiens Raumfahrt erfolgte kurz nachdem die USA und Indien eine engere Zusammenarbeit im Bereich der Raumfahrt vereinbart hatten. Kalam war früher bereits für die Entwicklung indischer Raketenprogramme verantwortlich.

### SpaceX
Das US-amerikanische Unternehmen SpaceX möchte im Laufe der 2020er Jahre unbemannte wie bemannte Flüge zum Mars anbieten und damit letztlich eine Marskolonisation ermöglichen. Erste Planungen, die Marsflüge mit einer „Dragon“-Raumkapsel bereits für das Jahr 2018 vorsahen, wurden zugunsten eines wesentlich größeren Transportsystems verworfen: Seit 2017 entwickelt SpaceX das Starship-Raketensystem, das vollständig wiederverwendbar sein soll und nach Unternehmensangaben über 100 Tonnen Fracht oder bis zu 100 Personen zum Mars transportieren können soll. Den für eine Rückkehr zur Erde benötigten Treibstoff, bestehend aus Methan und Flüssigsauerstoff, plant SpaceX automatisiert auf dem Mars herzustellen. Durch die vollständige Wiederverwendbarkeit möchte das Unternehmen weitaus niedrigere Transportkosten als bei allen heute im Einsatz stehenden Raketen erreichen. Erste Frachtflüge zum Mars sollen bemannte Missionen vorbereiten.

## Grundlagenforschung
Das ÖWF führte 2018 in Oman die Simulation AMADEE-18 durch. Die Drohne AVI-NAV der Alpen-Adria-Universität Klagenfurt navigierte auf Basis der Bilder einer Videokamera in der kargen Wüstenlandschaft. Mittels der CheMin-Technologie der NASA wurde durch Laser Mineral zu Plasma zersetzt, um es chemisch zu analysieren; Ziel ist das Auffinden von Wasser. Kresse wurde in einem ferngesteuerten Gewächshaus gezogen, einem Experiment der italienischen Raumfahrtagentur. Die Kosten in Höhe von 5,5 Mio. € wurden überwiegend durch Oman und durch Beiträge aus der Wirtschaft finanziert.
Mit dem Projekt Chapea simuliert die NASA seit 2023, das Zusammensein und die Versorgung einer Gruppe von Menschen für die für einen Marsflug und -aufenthalt nötige Dauer.

## Aufgegebene oder gescheiterte Planungen

### Europa
Die europäische Raumfahrt-Agentur ESA setzte 2001 das Aurora-Programm auf, dessen Ziel unter anderem die Planung einer bemannten Mond- und Marsmission ist. Eine Landung von Astronauten auf dem Mars wurde für das Jahr 2033 ins Auge gefasst. Gemeinsam mit Russland startete die ESA das Raumsondenprojekt ExoMars. Im April 2010 wurde die Hauptseite des Aurora-Projekts von der ESA-Website genommen.

### Mars One
Mars One war ein niederländisches Unternehmen, das erklärte, bis zum Jahr 2026 eine Marsbasis errichten und dort Menschen ansiedeln zu wollen. Es handelte sich um ein Mars-to-Stay-Konzept, das heißt die teilnehmenden Astronauten wären nicht zur Erde zurückgekehrt, sondern hätten ihr restliches Leben auf dem Mars verbracht. Mit zunehmender Dauer des Projektes entpuppte es sich als Schimäre. Weder Finanzierung noch technische Umsetzung schritten voran, auch der Auswahlprozess der Astronauten verlief im Sande. Im Januar 2019 wurde bei Mars One das Konkursverfahren eröffnet, womit sie aufgelöst wurde.

## Auswirkungen auf die Astronauten

### Physiologie
Kosmische und solare Strahlung zerstören das Gewebe und insbesondere die DNA der Lebewesen. Die dadurch verursachten Schäden sind zum Teil nicht behebbar und verändern die Zellen (siehe Strahlenrisiko). Abschirmungen verringern die Strahlendosis. Eine neuere Studie der Georgetown University bekräftigt das und macht allgemein die Gefahr eines besonders schnellen Alterns sowie vor allem für den Bereich des Dickdarms ein hohes Krebsrisiko aus.
Aus Messdaten der NASA-Mission Mars Science Laboratory, die am 26. November 2011 startete, hat man eine Äquivalentdosis von 0,66 ±0,12 Sv für eine Flugdauer von 250 Tagen pro Strecke berechnet.
Bei heftigen Sonneneruptionen kann diese Dosis um Größenordnungen höher liegen. Zum Vergleich: die maximale erlaubte effektive Jahresdosis für beruflich strahlenexponierte Personen liegt in Deutschland bei 20 mSv und über ein Berufsleben dürfen nicht mehr als 400 mSv zusammenkommen.
Echte Erfahrung mit Langzeitaufenthalten im interplanetaren Weltraum außerhalb des schützenden Magnetfeldes der Erde hat man allerdings bisher noch gar nicht; die Mondflüge der NASA waren zu kurz, um auch nur annähernd von Langzeiterfahrungen zu sprechen. Schutz vor der Strahlenbelastung könnten Energieschilde bieten, die das Raumschiff mit einer Plasmablase umgeben und die Besatzung mithilfe ihres Magnetfeldes abschirmen. Das Matroshka-Experiment hat  auf der ISS Daten zur Strahlenbelastung im niedrigen Erdorbit gesammelt.
Daneben gilt die langanhaltende Schwerelosigkeit während eines Fluges zum Mars als das größte medizinische Problem, da sie Muskeln, Knochen und Kreislauf schwächt, wenn diese nicht fortwährend durch die Schwerkraft oder durch Training belastet werden. Während eines Raumflugs entwickelt sich bei Astronauten eine kontinuierlich fortschreitende negative Kalziumbilanz. Bei der Skylab-Besatzung erreichte der Kalziumverlust am Flugtag 84 etwa 300 mg/d. Der daraus resultierende mittlere Verlust an Knochendichte (Wirbel, Femurhals, Trochanter, Beckenknochen) betrug – trotz extremem Trainingsprogramm an Last tragenden Knochen – 1 % bis 1,6 % pro Monat, jedoch bei großen individuellen Unterschieden. Nach dem Flug erholte sich die Knochendichte langfristig wieder. Nach einem 30-monatigen Marsflug würde bereits eine Osteoporose drohen.
Auch das Immunsystem wird während eines längeren Aufenthaltes an Bord eines Raumschiffes erheblich geschwächt. Dadurch können latente Virusinfektionen reaktiviert und prämaligne oder maligne Veränderungen im Gewebe begünstigt werden.
Ein für bemannte Marsmissionen kritisches Organ sind die Nieren. Versuche an Mäuse und Untersuchungen an Astronautinnen und Astronauten nach Weltraumaufenthalten zeigen eine starke Neigung zur Entwicklung von Nierensteinen. Ohne einen — noch zu entwickelnden — besseren Schutz der Nieren könnte dies dazu führen, dass Astronautinnen und Astronauten nach der Rückreise zur Erde dialysepflichtig werden.

### Psychologie
Raumfahrtpsychologen, wie zum Beispiel Dietrich Manzey, ergründen die psychischen Auswirkungen vor allem des unvermeidlichen Zusammenlebens auf engem Raum mit immer denselben Menschen über Monate oder Jahre hinweg, ohne dass Möglichkeiten des Ausweichens oder der Abwechslung gegeben wären.
Bei der Auswahl der Teilnehmer am Marsflug werden daher in noch stärkerem Maße als jetzt schon bei Besatzungen von Raumstationen wie etwa der ISS nicht nur technisch-wissenschaftliche Kompetenzen, sondern auch psychische Stabilität und Belastbarkeit beachtet werden müssen. Man kann nicht jeden Teilnehmer für sich isoliert auswählen, sondern muss die Astronautengruppe so zusammenstellen, dass die Mitglieder in ihren charakterlichen Eigenschaften und zwischenmenschlich-sozialen Fähigkeiten einander ergänzen und ausgleichen und dass angenommen werden kann, dass sie sich auch nach längerer Zeit noch miteinander vertragen werden.
Bei dem Experiment Mars-500, das bis Ende 2011 lief, wurden u. a. die Gefahren von Langeweile untersucht.

## Diskussion der Technik

### Gefahren
Nach dem heutigen Stand der Technik würde ein Raumschiff mehrere Monate für den Hinflug und die gleiche Zeit für den Rückflug benötigen. Dabei wird etwa ein gutes Jahr Aufenthalt auf dem roten Planeten eingerechnet, bis der Mars auf seiner Bahn wieder am erdnächsten Punkt angekommen ist. Durch diese Missionsdauer von über zwei Jahren steigt die Wahrscheinlichkeit eines technischen Versagens lebenswichtiger Systeme, etwa durch Einschlag von Mikrometeoriten.
Das Fahrzeug muss für den Fall der immer wieder auftretenden Sonneneruptionen einen strahlengeschützten Raum besitzen, in den die Mannschaft sich für einige Tage zurückziehen kann. Während Sonneneruptionen ist zudem verstärkt mit Störungen, insbesondere der Computertechnik und der Kommunikation mit der Erde zu rechnen.
Wegen der großen Entfernung ist eine Hilfeleistung von der Erde aus nicht möglich. Eine direkte Umkehr am Mars kann – anders als etwa bei Apollo 13 am Mond – aus bahnmechanischen Gründen selbst dann nicht durchgeführt werden, wenn man darauf verzichtet, auf dem Mars zu landen.
Auf dem Mars stellen Sandstürme, von denen man noch nicht genau weiß, wie sie entstehen, möglicherweise eine Gefahr dar. Mangels Wettersatelliten wäre die Vorwarnzeit vergleichsweise kurz. Außerdem sind auch andere Erscheinungen des Wetters auf dem Mars sowie dessen Bodenbeschaffenheit noch nicht ganz bekannt.

### Mars Direct
„Mars Direct“ ist ein Missionsplan, der 1990 von Robert Zubrin erstellt wurde. Es werden Startraketen von der Kapazität der Saturn V benötigt. Bevor Menschen Richtung Mars geschickt werden, startet ein unbemanntes Raumfahrzeug, das auch das Raumschiff zur Rückkehr beinhaltet, von der Erde und landet auf dem Mars. Dieses führt einen kleinen Kernreaktor mit, der 100 kW elektrische Leistung liefert. Sechs Tonnen von der Erde mitgebrachten Wasserstoffs, Kohlendioxid aus der Marsatmosphäre und die elektrische Energie aus dem Kernreaktor werden verwendet, um Methan und Wasser zu erzeugen (Sabatier-Prozess). Das Wasser wird elektrolytisch gespalten und der Wasserstoff von Neuem zur Methan- und Wasserherstellung herangezogen. So entstehen aus 6 Tonnen Wasserstoff sowie aus Kohlendioxid der Marsatmosphäre 24 Tonnen Methan und 48 Tonnen Sauerstoff, die bei tiefen Temperaturen als Flüssigkeiten gespeichert werden. Zusätzliche 36 Tonnen Sauerstoff sollen durch Elektrolyse von Kohlendioxid gewonnen werden. Von den so erzeugten 108 Tonnen Treibstoff und Oxidationsmitteln werden 96 Tonnen für die Rückkehr zur Erde benötigt, der Rest wird für Fahrzeuge auf der Marsoberfläche verwendet.
Innerhalb des nächsten Startfensters, also 26 Monate nach dem unbemannten Raumschiff, startet das bemannte Raumschiff. Damit während der sechsmonatigen Reise zum Mars keine Schwerelosigkeit herrscht (eine Adaption an die Marsschwerkraft würde danach Zeit kosten), wird die Oberstufe der Startrakete mit einem Seil an dem bemannten Raumschiff befestigt, das System in Rotation versetzt und Marsschwerkraft  nachgeahmt. Kurz vor der Landung in unmittelbarer Nähe des unbemannten Schiffs wird die Seilverbindung wieder getrennt. Das bemannte Raumschiff bringt das Habitat mit, in dem die Astronauten auf der Marsoberfläche leben. Falls die Landung aufgrund von Fehlern zu weit von der ursprünglichen Landestelle erfolgt, soll das mitgeführte Fahrzeug es den Astronauten ermöglichen, eine Strecke von bis zu 1000 km zu überwinden. Nach ca. 1,5 Erdjahren auf der Marsoberfläche sollen die Astronauten mit dem bereitstehenden Rückkehrraumschiff (Earth Return Vehicle, ERV) den Mars wieder verlassen und zur Erde zurückkehren.
Ungefähr gleichzeitig mit dem Start einer bemannten Mission soll das nächste unbemannte Schiff zur Treibstofferzeugung gestartet werden, damit im Anschluss die nächste Region der Marsoberfläche erforscht werden kann.
Die Kosten für drei solcher Missionen werden auf ca. 50 Milliarden US-Dollar und damit auf wesentlich weniger als die 400 Milliarden US-Dollar geschätzt, auf die man die Kosten eines bemannten Marsfluges 1989 nach der Initiative des US-Präsidenten George H. W. Bush veranschlagt hat.

## Möglicher Nutzen der Mission
Durch die großen Herausforderungen in den Bereichen der Antriebs- und der Sicherheitstechnik, der Lebenserhaltungssysteme und der astrobiologischen Forschung wird es notwendig, neue Technologien zu schaffen. Befürworter einer bemannten Marsmission gehen davon aus, dass diese Innovationen sich durch Übertragung auf neue Anwendungsbereiche positiv auf das irdische Leben auswirken würden, analog zur Satellitentechnologie, die inzwischen vielfältig außerhalb der Raumfahrt genutzt wird. Damit einhergehend könnten neue Industrien, Märkte und hoch bezahlte Arbeitsplätze entstehen. Darüber hinaus führt man ins Feld, dass es von entscheidender Strahlkraft für die menschliche Zivilisation sei, wenn ein Mensch erstmals einen anderen Planeten betrete und damit einer möglichen späteren Besiedlung den Weg bereite.

## Bemannte Marsmissionen im Film
Marsmissionen sind ein beliebtes Filmthema, insbesondere in Science-Fiction-Filmen. Beispiele für bemannte Marsmissionen im Film sind:
- Notlandung im Weltraum (1964)
- Mars (1997, US-amerikanischer Science-Fiction-Film)
- Red Planet (2000)
- Mission to Mars (2000)
- The Last Days on Mars (2013)
- Der Marsianer – Rettet Mark Watney (2015)
- Operation Mars (2016)
- Mars (2016–2018, Dokumentar-Fernsehserie)
- Missions (seit 2017), Fernsehserie
- Ad Astra – Zu den Sternen (2019)
- Away (2020, Fernsehserie)
- For All Mankind (2022, Streamingserie, 3. Staffel)